# Bangka Barat
Bangka Barat ist ein indonesischer Regierungsbezirk (Kabupaten) in der indonesischen Provinz Bangka-Belitung. Ende 2023 leben hier circa 214.000 Menschen. Der Regierungssitz des Kabupaten Bangka Barat ist Muntok (auch Mentok in neuer Schreibweise).

## Geographie
Der Bezirk Bangka Barat belegt hinsichtlich der Fläche (17,08 Prozent der Provinzfläche) den mittleren (3.) Rang der sieben Verwaltungseinheiten 2. Ebene in der Provinz. Damit  liegt er auf Rang 68 der 120 Kabupaten auf der Insel Sumatra.

### Lage
Der Kabupaten Bangka Barat liegt im Nordwesten der Insel Bangka. Er hat nur im Westen eine Landgrenze, die zum Kabupaten Bangka. Ansonsten ist er in den anderen Richtungen von Wasser umgeben: im Westen und Süden von der Bangkastraße und im Norden von der Natunasee. Die kürzeste Entfernung zur „Hauptinsel“ Sumatra beträgt ca. 22 Kilometer. Zum Bezirk gehören 94 (2022: 81) Inseln, den nördlich gelegenen Distrikten Parittiga (72) und Jebus (18) sind die meisten zugeordnet.
Der Bezirk erstreckt sich zwischen 1° 30′ 07,4″ und 2° 09′ 15,5″ s. Br. und  105° 06′ 30,6″ und 105° 48′ 41,4″ ö. L.

## Verwaltungsgliederung
Der Bezirk gliedert sich seit 2010 in sechs Distrikte oder Unterbezirke (indonesisch Kecamatan) mit 66 Dörfern (indonesisch Desa) von denen sechs als Kelurahan städtisch geprägt sind. Eine tiefere Untergliederung erfolgt in 159 Dusun bzw. Lingkungan. Im Volkszählungsjahr 2020 wurden 63.705 Haushalte mit durchschnittlich 3,14 Personen je Haushalt gezählt.
| Code 1   | Kecamatan Distrikt | Ibu Kota Verwaltungssitz | Fläche (km²) | Einw. Census 2010 2 | Volkszählung 2020 3 | Volkszählung 2020 3 | Volkszählung 2020 3 | Anzahl der Kelurahan 6 | Anzahl der Kelurahan 6 |
| Code 1   | Kecamatan Distrikt | Ibu Kota Verwaltungssitz | Fläche (km²) | Einw. Census 2010 2 | Einw. 3             | 0Dichte 40          | Sex Ratio 5         | Anzahl der Kelurahan 6 | Anzahl der Kelurahan 6 |
| -------- | ------------------ | ------------------------ | ------------ | ------------------- | ------------------- | ------------------- | ------------------- | ---------------------- | ---------------------- |
| 19.05.01 | Muntok             | Tanjung                  | 505,94       | 45.523              | 52.745              | 104,3               | 103,82              | 9 6                    |                        |
| 19.05.02 | Simpang Teritip00  | Pelangas                 | 637,35       | 26.539              | 30.378              | 47,7                | 104,72              | 13                     |                        |
| 19.05.03 | Jebus              | Jebus                    | 351,93       | 48.172              | 22.522              | 64,0                | 107,08              | 11                     |                        |
| 19.05.04 | Kelapa             | Kelapa                   | 573,80       | 30.537              | 34.451              | 60,0                | 117,26              | 14 7                   |                        |
| 19.05.05 | Tempilang          | Tempilang                | 461,02       | 24.379              | 28.460              | 61,7                | 109,02              | 9                      |                        |
| 19.05.06 | Parittiga          | Puput                    | 354,11       |                     | 36.056              | 101,8               | 107,52              | 10                     |                        |
| 19.05    | Bangka Barat       | Bangka Barat             | 2.884,15     | 175.150             | 204.612             | 70,9                | 107,81              | 66 (60/6)              |                        |

## Geschichte
Der Kabupaten Bangka Barat entstand zusammen mit zwei weiteren (Selatan und Tengah) Anfang des Jahres 2003 aus dem Kabupaten Bangka, einem der beiden „Gründungsbezirke“ der im Jahr 2000 gebildeten Provinz Kepulauan Bangka Belitung. Hierbei gab der „Mutterbezirk“ Bangka etwa ein Fünftel seines Territoriums im Westen (5 Kecamatan mit 2.820,61 von 11.54,14 km²) an den neugebildeten Kabupaten ab. Nach der Volkszählung von 2010 wurden vom Kecamatan Jebus zehn Dörfer abgetrennt und zum neuen Kecamatan Parittiga zusammengefasst.

## Demographie
Hinsichtlich der Bevölkerung wird (mit 14,09 % der Provinz) Rang 3 der 7 Verwaltungseinheiten der 2. Ebene (Kabupaten/Kota) erreicht. Dies bedeutet Platz 83 aller 120 Kabupaten der Insel Sumatra. Die Bevölkerungsdichte von 75,2 Einw. je km² liegt unter dem Provinzwert von 91,2.
Der Frauenanteil hat sich zwischen den beiden Volkszählungen 2010 und 2020 sowie zum Jahresende 2023 erhöht und auf Werte unterhalb von 49 Prozent eingepegelt, Tendenz steigend.
| Religion im Jahr 2020 | Religion im Jahr 2020 | Religion im Jahr 2020 | Religion im Jahr 2020 |
| Religion              | Anzahl                | Anteil (%)            | Gebäude               |
| --------------------- | --------------------- | --------------------- | --------------------- |
| Islam                 | 184.121               | 93,86                 | 117 1                 |
| Christen insg.        | 003.883 2             | 01,52                 | 026                   |
| Davon:                |                       |                       |                       |
| Protestanten          | 002.902               | 74,74                 | 026                   |
| Katholiken            | 000.981               | 25,26                 | 02                    |
|                       |                       |                       |                       |
| Hindus                | 0000.18               | 00,00                 | 004                   |
| Buddhisten            | 00.8.142              | 04,15                 | 046                   |
| Konfuzianer           | 000.122               | 00,15                 |                       |

| Jahr  | Gesamt- Bevölkerung | Männer   | %      | Frauen   | %      |
| ----- | ------------------- | -------- | ------ | -------- | ------ |
| 02010 | 0175.150            | 0091.264 | 052,11 | 0083.886 | 047,89 |
| 02020 | 0204.612            | 0105.631 | 051,63 | 0098.981 | 048,37 |
| 02023 | 0214.428            | 0110.543 | 051,55 | 0103.885 | 048,45 |

### Soziale Daten 2020
| Merkmal                                                             | Kab. Bangka Barat | 0Prov. Kep. Bangka-Belitung0 |
| ------------------------------------------------------------------- | ----------------- | ---------------------------- |
| Bevölkerung unterhalb der Armutsgrenze (Tsd.)00                     | 05,83             | 68,39                        |
| Anteil der „armen Bevölkerung“ (indonesisch Penduduk miskin) (%)000 | 02,70             | 04,53                        |
| Arbeitslosenrate (%)                                                | 04,12             | 05,25                        |
| Lebenserwartung bei der Geburt (Jahre)                              | 70,06             | 70,64                        |
| HDI-Index                                                           | 69,08             | 71,47                        |
| Analphabetenrate (in %, 15+ J.)                                     | 02,44             | 01,92                        |
| Anteil der Altersgruppen                                            | 0Real0            | 0Prozentual0                 |
| Kinder (<15 J.)                                                     | 053.9600          | 26,37                        |
| arbeitsfähige Bevölkerung (15–64 J.)                                | 141.0760          | 68,95                        |
| Rentner und Pensionäre (>65 J.)                                     | 009.5760          | 04,68                        |

### Aktuelle Daten der Bevölkerungsfortschreibung
Nachfolgende Tabelle gibt den Einwohnerstand nach Geschlecht vom Jahresende 2022 und 2023 wieder. Er resultiert aus den Ergebnissen der Fortschreibung durch die örtlichen Zivilregistrierungsbüros (Disdukcapil, indonesisch Dinas Kependudukan dan Pencatatan Sipil) und kann in einer interaktiven Karte abgerufen werden.
| Kecamatan            | 31.12.2022 | 31.12.2022 | 31.12.2022 | Fläche km² | 31.12.2023 | 31.12.2023 | 31.12.2023 | 31.12.2023         | 31.12.2023          |
| Kecamatan            | 0Insg.     | männl.     | weibl.     | Fläche km² | 0Insg.     | männl.     | weibl.     | Dichte [Einw./km²] | Sex Ratio [M*100/F] |
| -------------------- | ---------- | ---------- | ---------- | ---------- | ---------- | ---------- | ---------- | ------------------ | ------------------- |
| Mentok               | 54.239     | 27.547     | 26.692     | 376,88     | 55.445     | 28.163     | 27.282     | 147,1              | 103,23              |
| Simpang Teritip      | 31.518     | 16.117     | 15.401     | 828,98     | 32.127     | 16.447     | 15.680     | 38,8               | 104,89              |
| Jebus                | 23.193     | 11.968     | 11.225     | 396,62     | 23.807     | 12.273     | 11.534     | 60,0               | 106,41              |
| Kelapa               | 35.463     | 18.502     | 16.961     | 601,41     | 35.851     | 18.727     | 17.124     | 59,6               | 109,36              |
| Tempilang            | 29.080     | 15.206     | 13.874     | 370,83     | 29.778     | 15.579     | 14.199     | 80,3               | 109,72              |
| Parittiga            | 36.298     | 18.762     | 17.536     | 329,18     | 37.420     | 19.354     | 18.066     | 113,7              | 107,13              |
| Kab. Bangka Barat000 | 209.791    | 108.102    | 101.689    | 2.903,90 1 | 214.428    | 110.543    | 103.885    | 35,8               | 106,41              |